# Physocephala sericea
Physocephala sericea är en tvåvingeart som först beskrevs av Olivier 1791.  Physocephala sericea ingår i släktet Physocephala och familjen stekelflugor.
Artens utbredningsområde är Franska Guyana. Inga underarter finns listade i Catalogue of Life.